# International 2.4 Metre
International 2.4 Metre, i daglig tale 2.4mR eller Mini 12-meter, er en kølbåd designet af svenskeren Peter Norlin. Med sin udbredelse fra Stockholm i 1980'erne er den blevet en af Skandinaviens mest udbredte klasser.
Årsagen til kaldenavnet Mini 12-Meter er, at båden er en miniatureudgave 12-meteren, der bruges bl.a. ved America's Cup. Efter den første 2.4mR blev bygget, blev det hurtigt klart, at båden var yderst velsejlende. Derfor blomstrede klassen snart.
En 2.4 mR sejles kun af 1 person. Alle trimsnore og hal kan nås fra skipperens position siddende i båden. Den er ikke særlig vægtfølsom, og derfor er det udelukkende taktik og trim, der afgør, hvem der vinder en kapsejlads. Dermed er båden yderst velegnet til handicapsejlads. Bl.a. bruges den ved de Paralympiske Lege.
Båden bliver ikke blot sejlet af personer med handicap, men i høj grad også af andre, der f.eks. har haft problemer med at samle en fast besætning til en større kølbåd. Desuden er prisniveauet for en 2.4 mR forholdsvis lavt – ca. 35.000 for en god, men brugt båd.